# Pont-Saint-Esprit
Pont-Saint-Esprit là một xã trong vùng Occitanie, thuộc tỉnh Gard, quận Nîmes, tổng Pont-Saint-Esprit. Tọa độ địa lý của xã là 44° 15' vĩ độ bắc, 04° 38' kinh độ đông. Pont-Saint-Esprit nằm trên độ cao trung bình là 59 mét trên mực nước biển, có điểm thấp nhất là 36 mét và điểm cao nhất là 187 mét. Xã có diện tích 18,49 km², dân số vào thời điểm 1999 là 9.265 người; mật độ dân số là 501 người/km².

## Thông tin nhân khẩu
| 1962  | 1968  | 1975  | 1982  | 1990  | 1999  |
| ----- | ----- | ----- | ----- | ----- | ----- |
| 5 778 | 6 951 | 6 709 | 8 067 | 9 277 | 9 265 |

## Địa điểm tham quan
- Nhà thờ Saint-Saturnin (thế kỉ thứ 15) và Le prieuré Saint-Pierre (thế kỉ 12/thế kỉ 13)
- Cầu qua sông Rhône xây dựng từ 1265 đến 1309.